# Willem Hartigsvelt

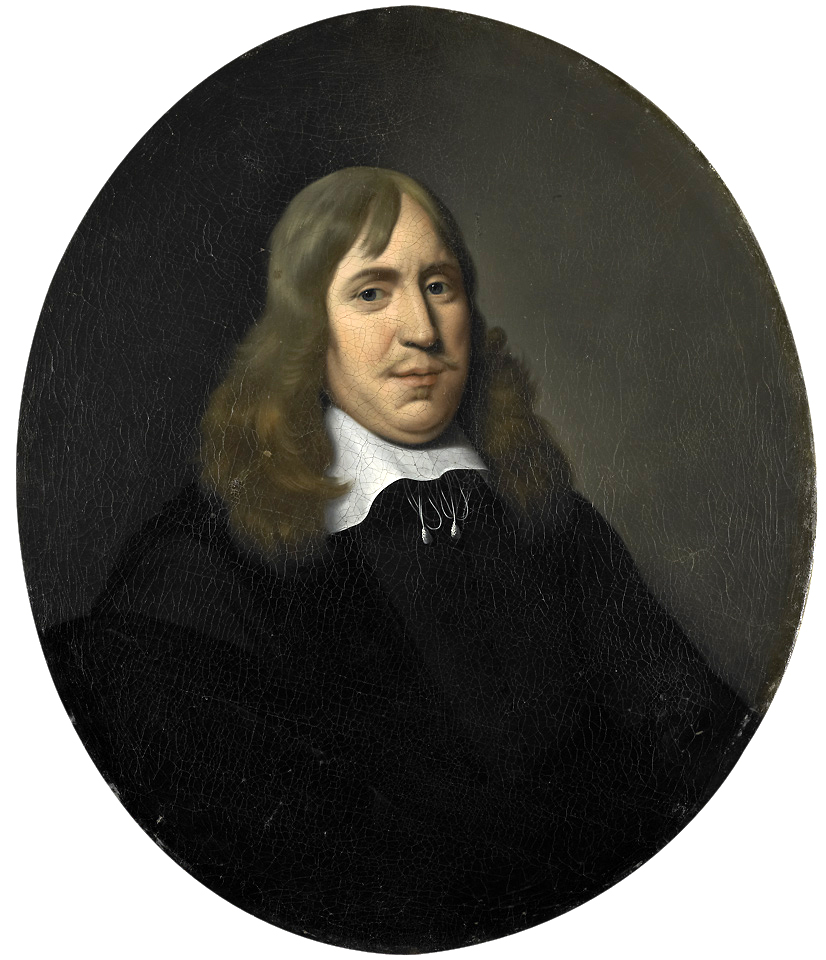
Willem Hartigsvelt

Willem Hartigsvelt ( ? - 1664) werd in 1657 gekozen tot bewindvoerder van de VOC kamer te Rotterdam.

## Schilderij
Het portret is van de hand van Pieter van der Werff, en is tussen 1695 en 1722 vervaardigd. Het behoort tot een reeks portretten van bewindvoerders van de VOC te Rotterdam afkomstig uit het Oostindië Huis aan de Boompjes; collectie Rijksmuseum Amsterdam.